# Podoces biddulphi
La ghiandaia terragnola del Sinkiang, o podoce di Biddulph (Podoces biddulphi Hume, 1874), è un uccello passeriforme della famiglia dei Corvidi.

## Etimologia
Il nome scientifico della specie, biddulphi, rappresenta un omaggio al colonnello John Biddulph, il quale si dilettava come naturalista e ottenne gli esemplari in seguito utilizzati per la descrizione scientifica.

## Descrizione

### Dimensioni
Misura 26,7-31,2 cm di lunghezza, per 120-141 g di peso; a parità d'età, i maschi sono più pesanti delle femmine anche del 10%.

### Aspetto

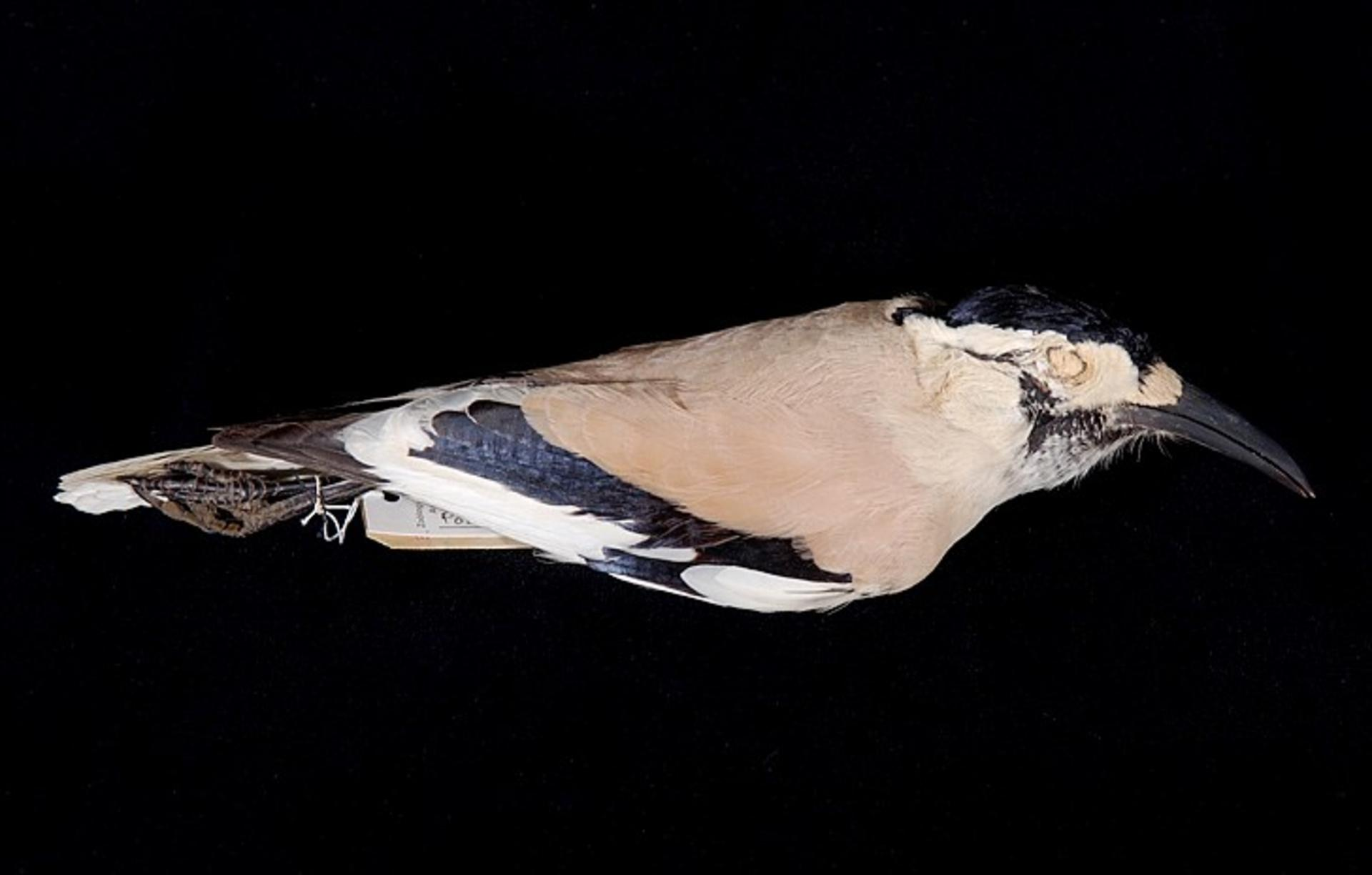
Esemplare impagliato.

Si tratta di uccelli dall'aspetto massiccio, muniti di grossa testa arrotondata con becco robusto e appuntito, lungo e lievemente ricurvo verso il basso, ali arrotondate, coda di media lunghezza e dall'estremità squadrata, e zampe forti e allungate.
Possiede un becco lungo, sottile e ricurvo, con alla base un ciuffo di piume non troppo lunghe, di colore sabbia. Il vertice è nero, con riflessi bluastri o violacei. La gola è di colore nero opaco, con piume dall'estremità bianca che le conferiscono un aspetto screziato, e appare più scura man mano che il piumaggio si usura. I lati della gola e la regione malare sono neri opachi, con piume dall'estremità leggermente più chiara; tale zona nera si estende fin dietro l'occhio. Il resto della testa, il collo, le regioni superiori e quelle inferiori del corpo sono di colore beige-sabbia rosato, molto più chiaro sul lato ventrale, dove assume quasi una tinta crema. Le ali sono di colore nero-blu lucido, fatta eccezione per le remiganti primarie, che sono bianche, pur essendo nere alla base e all'estremità; bianche sono anche l'alula e l'estremità delle remiganti secondarie. Le piccole copritrici, invece, sono dello stesso beige del corpo. La lunga coda è bianca, con una striscia scura sul lato dorsale, che però non si estende fino alla punta.
Il becco e le zampe sono neri. L'iride è marrone scuro.

## Biologia
Uccello timido e schivo, vive generalmente in coppie o in piccoli gruppi familiari. Si sposta rapidamente sul terreno con la caratteristica andatura «ondeggiante» tipica dei corvidi, piuttosto che correndo. Sembra fare più affidamento sul volo rispetto alle altre specie di Podoces e talvolta copre in volo anche lunghe distanze, con battiti d'ala piuttosto deboli e affaticati. Si appollaia con facilità su cespugli e piccoli alberi, tra i quali si nasconde quando viene avvicinato.

### Alimentazione
Va alla ricerca di cibo scavando vigorosamente nella sabbia con il lungo becco ricurvo. L'analisi dei contenuti stomacali ha rivelato la presenza di insetti e chicchi di cereali, presumibilmente rinvenuti tra gli escrementi degli animali domestici.

### Riproduzione
Nidifica su cespugli o piccoli alberi, a circa un metro di altezza dal suolo, e, forse, anche in cavità del terreno. Il nido è costituito da una struttura di ramoscelli a forma di tazza, imbottita con lana, peli, erba secca, semi lanuginosi e foglie. La covata si compone di 1-3 uova di colore verde-bluastro chiaro, fittamente costellate di macchioline di varie gradazioni di marrone. Nidi con uova sono stati rinvenuti nel mese di marzo.

## Distribuzione e habitat
La specie è endemica del bacino del Tarim, nell'Uiguristan, dove popola il deserto del Taklamakan, dallo Yarkand al Lop Nur.
Vive nei deserti sabbiosi, specialmente in prossimità di cespugli e piccoli alberi (soprattutto pioppi), fra i 900 e i 1200 m di quota.

## Conservazione
Quasi sicuramente, oggi il numero di esemplari è calato notevolmente rispetto al 1930, quando la specie veniva descritta come «molto numerosa» nella regione compresa tra Tarim Azne e il fiume Yarkand, e in quella estesa tra Kashgar e Aksu. Nel corso di una ricerca sul campo effettuata nel 1988 non venne rinvenuto nemmeno un esemplare tra Kashgar e Aksu, mentre un gruppo familiare fu avvistato nei pressi di Korla. Il degrado della vegetazione desertica, dovuto al sovrappascolo e alla raccolta di legna da ardere, nonché l'aumento dei programmi di irrigazione, sono le probabili cause di questo apparente declino.